# Drama v Moskve
Drama v Moskve (Драма в Москве) è un film del 1909 diretto da Vasilij Gončarov.